# ليزلي ماكسي
ليزلي ماكسي (بالإنجليزية: Leslie Maxie)‏ هي منافسة ألعاب القوى ومعلقة رياضية أمريكية، ولدت في 4 يناير 1967 في سان فرانسيسكو في الولايات المتحدة.

## وصلات خارجية
- ليزلي ماكسي على موقع الاتحاد الدولي لألعاب القوى (الإنجليزية)
- ليزلي ماكسي على موقع اللجنة الأولمبية الدولية (الإنجليزية)
- ليزلي ماكسي على موقع أوليمبيديا (الإنجليزية)